# Ribeira de Valverde
A Ribeira de Valverde é um Ribeiro afluente da Ribeira das Alcáçovas que pertence à bacia hidrográfica do Sado localizado no Município de Évora.
A bacia hidrográfica da Ribeira de Valverde encontra-se instalada na zona de cabeceira do rio Sado, muito próxima do centro de distribuição que separa as três grandes bacias hidrográficas – a do Tejo, a do Sado e a do Guadiana.

## Ligações Externas
- Mapa da Região Hidrográfica 6 (Sado e Mira) no site da Agência Portuguesa do Ambiente[ligação inativa]